# Wach (województwo mazowieckie)
Wach – wieś sołęcka w Polsce położona w województwie mazowieckim, w powiecie ostrołęckim, w gminie Kadzidło.
W latach 1867–1931 siedziba gminy Wach.
W miejscowości znajduje się kościół, który jest siedzibą parafii św. Jana Chrzciciela, a także prywatne Muzeum Kurpiowskie, działające od 2009. 

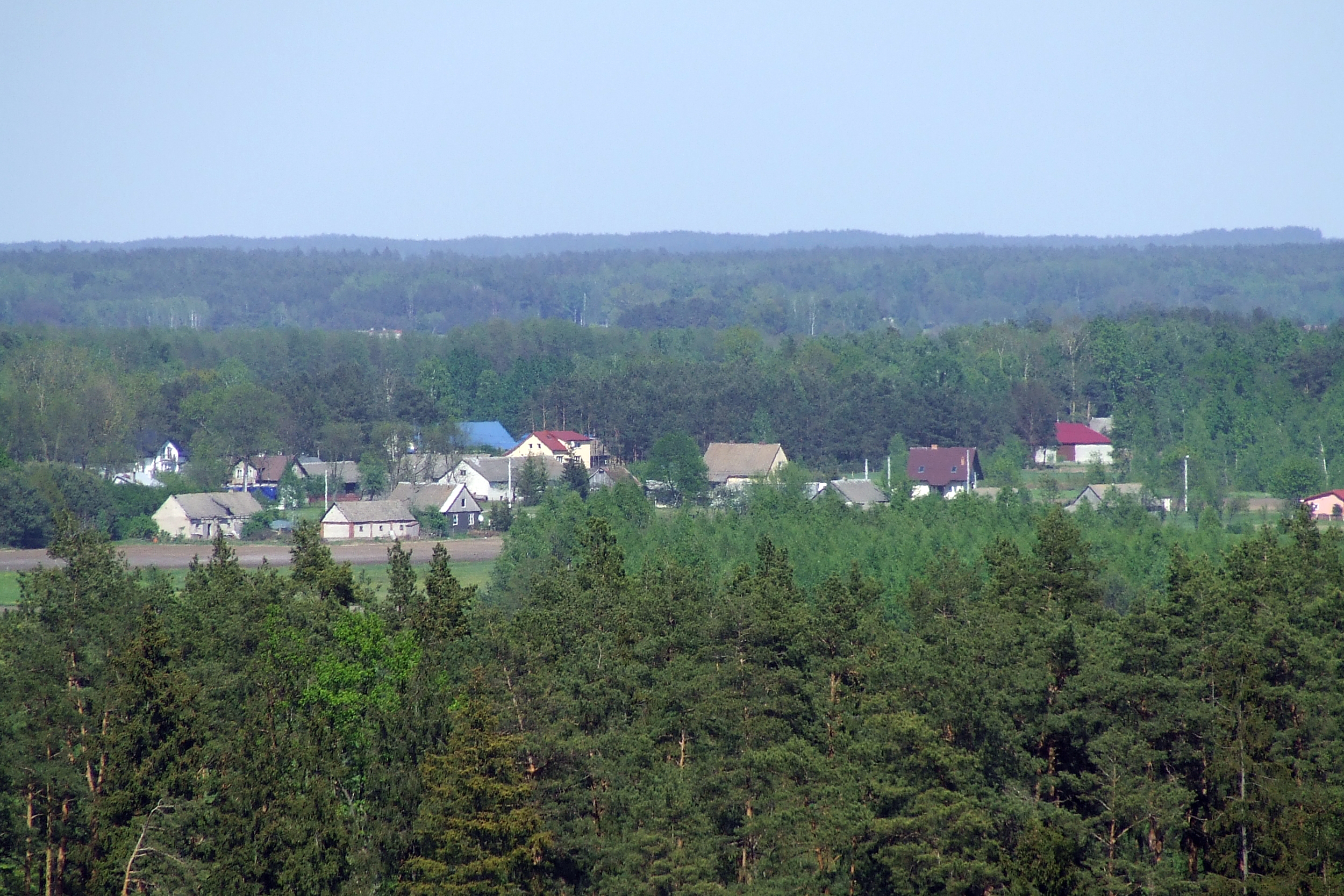
Wach widziany z dostrzegalni w Podgórzu

## Historia
W latach 1921–1931 wieś leżała w województwie białostockim, w powiecie ostrołęckim, w gminie Wach (od 1931 w gminie Kadzidło).
Według Powszechnego Spisu Ludności z 1921 roku wieś zamieszkiwały 784 osoby w 127 budynkach mieszkalnych. Miejscowość należała do parafii rzymskokatolickiej w Kadzidle. Podlegała pod Sąd Grodzki w Myszyńcu i Okręgowy w Łomży; właściwy urząd pocztowy mieścił się w m. Kadzidło.
W wyniku agresji III Rzeszy na Polskę we wrześniu 1939 tereny byłej gminy znalazły się pod okupacją niemiecką i do wyzwolenia weszła w skład Landkreis Scharfenwiese, Regierungsbezirk Zichenau III Rzeszy.
W latach 1975–1998 miejscowość administracyjnie należała do województwa ostrołęckiego.